# Francisco Diago
Francisco Diago (Viver, 1562 – Valencia, 23 maggio 1615) è stato uno storico spagnolo.
Domenicano, era priore del convento di Sant'Onofrio, presso Valencia. Fu nominato da Filippo III storiografo d'Aragona e pubblicò numerose opere letterarie relative alla storia della Spagna.

## Opere
- Historia de los victoriosissimos antiguos condes de Barcelona, Barcellona, 1603
- Historias de los victoriosísimos, antiguos Condes de Barcelona, (1603)
- Anales del Reyno de Valencia, (1613)